# BMC Structural Biology
BMC Structural Biology is een internationaal, aan collegiale toetsing onderworpen open access wetenschappelijk tijdschrift op het gebied van de biofysica.
De naam wordt in literatuurverwijzingen meestal afgekort tot BMC Struct. Biol.
Het verscheen voor het eerst in 2001.
BMC Biophysics is een elektronisch tijdschrift waarvan geen nummers verschijnen; elk artikel wordt apart gepubliceerd zodra het is goedgekeurd.